# Parabostrychus acuticollis
Parabostrychus acuticollis är en skalbaggsart som beskrevs av Pierre Lesne 1913. Parabostrychus acuticollis ingår i släktet Parabostrychus och familjen kapuschongbaggar. Inga underarter finns listade i Catalogue of Life.